# Franciszek Trần Văn Trung
Św. Franciszek Trần Văn Trung (wiet. Phanxicô Trần Văn Trung) (ur. ok. 1825 r. w Phan Xá, prowincja Quảng Trị w Wietnamie – zm. 6 października 1858 r. w An Hoà, prowincja Quảng Nam w Wietnamie) – męczennik, święty Kościoła katolickiego.

## Życiorys
Franciszek Trần Văn Trung urodził się ok. 1825 r. w Phan Xá, prowincja Quảng Trị. Podobnie jak jego ojciec został żołnierzem, doszedł do stopnia kaprala. Ożenił się z kobietą ze swojego rodzinnego miasta. Małżeństwo to miało czworo dzieci. Franciszek Trần Văn Trung jako chrześcijanin trafił do więzienia razem z 11 podkomendnymi. Kazano im podeptać krzyż, na co wszyscy pozostali zgodzili się, natomiast Franciszek Trần Văn Trung – nie. W związku z tym poddano go torturom, lecz również bez rezultatu. Jego 8-letnia córka Katarzyna Tang otrzymała pozwolenie na przebywanie z nim w więzieniu, żeby mogła mu pomagać. Kiedy jednak Franciszek Trần Văn Trung dowiedział się, że w ich parafii rozpoczęły się lekcje religii odesłał ją do domu, by mogła w nich uczestniczyć. Został ścięty 6 października 1858 r. w An Hoà. Głowę Franciszka Trần Văn Trung przez 3 dni pozostawiono na widoku publicznym jako przestrogę dla innych. Jego relikwie znajdują się w kościele parafii Dương Sơn.

## Kult
Dzień wspomnienia: 24 listopada w grupie 117 męczenników wietnamskich.
Beatyfikowany 2 maja 1909 r. przez Piusa X. Kanonizowany przez Jana Pawła II 19 czerwca 1988 r. w grupie 117 męczenników wietnamskich.